# Hutran-temti
Hutran-temti, Hutran-tepti (koniec XXI w. p.n.e.) – król elamicki z dynastii z Simaszki, wymieniany jako jeden ze sławnych przodków Szilhak-Inszuszinaka.
Istnieje możliwość, iż to on był władcą, który zdobył w 2006 roku p.n.e. Ur, stolicę III dynastii z Ur, uprowadzając Ibbi-Suena, jej ostatniego króla, do Elamu.